# Tuberculobasis inversa
Tuberculobasis inversa là một loài chuồn chuồn kim trong họ Coenagrionidae.
Tuberculobasis inversa được Selys miêu tả khoa học năm 1876.